# فرودگاه پورت مولر
 فرودگاه پورت مولر (به انگلیسی: Port Moller Airport) (به زبان بومی: Port Moller Air Force Station) یک فرودگاه خصوصی با کد یاتا PML است که یک باند فرود شن دارد و طول باند آن ۱۰۶۷ متر است. این فرودگاه در کشور ایالات متحده آمریکا قرار دارد و در ارتفاع ۶ متری از سطح دریا واقع شده است.